# La Chapelle-Thireuil

La Chapelle-Thireuil este o comună în departamentul Deux-Sèvres, Franța. În 2009 avea o populație de 432 de locuitori.